# Newry City F.C.
Newry City F.C. – północnoirlandzki klub piłkarski, mający siedzibę w mieście Newry na południu kraju. Do 2011 występował w NIFL Premiership.

## Historia
Chronologia nazw:
- 1918: Newry Town F.C.
- 2004: Newry City F.C.
- 2012: klub rozwiązano

Klub piłkarski Newry Town F.C. został założony w miejscowości Newry jesienią 1918 roku. W swoim pierwszym sezonie zespół startował w Newry and District League, zdobywając swoje pierwsze trofeum w maju 1919 roku, pokonując Damolly Rovers w finale Pucharu Newell. W następnym sezonie Newry zajął drugie miejsce w lidze i dołączył w 1921 roku do „bardziej konkurencyjnej i poziomowej” Portadown and District League. W 1923 roku klub złożył wniosek o dołączenie do Irish League, a 20 lipca 1923 został przyjęty jednogłośnie, uzyskując w ten sposób status klubu zawodowego.
Irish League została zawieszona z powodu drugiej wojny światowej w 1940 roku. Wtedy rozgrywki piłkarskie odbywały się w Northern Regional League, jednak klub nie został włączony do ligi. Kiedy w 1947 roku rozgrywki w Irish League zostały wznowione, Newry razem z Larne F.C. stracili swoje miejsca, nie kwalifikując do najlepszej dwunastu zespołów. Klub grał natomiast w Irish Intermediate League do 1954 roku, kiedy to z powodu utraty członków liga została reorganizowana do Irish League B Division. Newry, wraz z Dundela F.C. i Carrick Rangers F.C., nie zostali zaakceptowani do Dywizji B, dlatego dołączyli do Irish Alliance League. Klub zdobywał mistrzostwo ligi przez kolejne trzy sezony, zanim ostatecznie otrzymał promocję do Irish League B Division w 1957 roku.
W sezonie 1957/58 po raz pierwszy zdobył Intermediate Cup, w sezonie 1966/67 powtórzył ten sukces, a w sezonie 1959/60 został mistrzem Dywizji B. W sezonie 1974/75 wygrał południową sekcję Dywizji B, ale potem przegrał z Carrick Rangers w play-off o mistrzostwo Dywizji B. „Podwójny” sukces osiągnął w sezonie 1980/81, kiedy wygrał Irish League B Division oraz Intermediate Cup. Po tak wysokich wynikach w 1981 roku klub złożył wniosek o dołączenie do Irish League, który początkowo został odrzucony. Jednak w 1983 Liga postanowiła rozszerzyć swoje członkostwo do czternastu klubów, a Newry wraz z Carrick Rangers zostali przyjęci do Irish League.
W 1995 Irish League została podzielona dwie dywizję – Premier Division i First Division. Klub został przydzielony do First Division. Najbardziej udanym okresem klubu był koniec lat 90. XX wieku. Po wygraniu Pierwszej Dywizji w sezonie 1997/98 klubowi udało się w następnym sezonie zająć czwarte miejsce w Premier Division, kwalifikując się do Pucharu Intertoto. Po raz pierwszy pojawili się w europejskich zawodach Newry Town (jak wtedy nazywano) przeciwko chorwackiej drużynie Hrvatski Dragovoljac. Po porażce 1:0 w Chorwacji nastąpiło historyczne zwycięstwo 2:0 u siebie, aby awansować do drugiej rundy. Tam spotkali się z klubem Bundesligi MSV Duisburg. Ponownie w pierwszym meczu poniósł porażkę, tym razem 0:2. Wygranej 1:0 u siebie nie wystarczyło, aby awansować dalej w turnieju. W sezonie 2002/03 zajął ostatnie 12.miejsce w lidze, jednak dzięki restrukturyzacji Irlandzkiej Ligi Piłki Nożnej oraz wygranej w barażach przeciwko Bangor F.C. klub utrzymał się na najwyższym poziomie. W sezonie 2010/11 ponownie zajął ostatnie 12.miejsce i został zdegradowany do IFA Championship 1. W następnym sezonie po zajęciu drugiej pozycji otrzymał szansę powrotu do IFA Premiership, jednak przegrał w barażach z Lisburn Distillery F.C. Klub dotarł także do półfinału Pucharu Irlandii Północnej, gdzie został pokonany 7:0 przez przyszłego zwycięzcę Linfield F.C.
Na początku 2012 roku były menedżer Gerry Flynn podjął kroki prawne przeciwko klubowi w związku z bezprawnym zwolnieniem i naruszeniem umowy dotyczącej zwolnienia w 2011. Sąd uznał na jego korzyść i nakazał klubowi wypłacić Flynnowi 25050 funtów odszkodowania. Klub odwołał się od decyzji, ale tak jak już rozpoczął się nowy sezon w IFA Championship 1, to klub został zawieszony w rozgrywkach. W związku z tym, klub ogłosił o rozwiązaniu.

## Barwy klubowe, strój
| Niebieski | Biały |

Klub miał barwy niebiesko-białe. Zawodnicy domowe spotkania zazwyczaj grają w pasiastych pionowo niebiesko-białych koszulkach, niebieskich spodenkach oraz niebieskich getrach.

## Sukcesy

### Trofea międzynarodowe
| \| \| Zdobyte trofea w rozgrywkach międzynarodowych (stan na: 31-05-2019) \| |                                                                     |      |           |
| Rozgrywki                                                                    | Osiągnięcie                                                         | Razy | Sezon(y)  |
| · Liga Mistrzów · (Puchar Europy)                                            | zdobywca                                                            | 0    |           |
| · Liga Mistrzów · (Puchar Europy)                                            | finalista                                                           | 0    |           |
| · Liga Europy · (Puchar UEFA)                                                | zdobywca                                                            | 0    |           |
| · Liga Europy · (Puchar UEFA)                                                | finalista                                                           | 0    |           |
| · Puchar Intertoto                                                           | zdobywca                                                            | 0    |           |
| · Puchar Intertoto                                                           | finalista                                                           | 0    |           |
| · Puchar Intertoto                                                           | 2 runda kw.                                                         | 1    | 1999/2000 |
| FIFA                                                                         | Zdobyte trofea w rozgrywkach międzynarodowych (stan na: 31-05-2019) |      |           |

### Trofea krajowe
| \| \| Zdobyte trofea w rozgrywkach Irlandii Północnej (stan na: 31-05-2019) \| |                                                                       |      |                                             |
| Rozgrywki                                                                      | Osiągnięcie                                                           | Razy | Sezon(y)                                    |
| Mistrzostwo                                                                    | I miejsce                                                             | 0    |                                             |
| Mistrzostwo                                                                    | II miejsce                                                            | 0    |                                             |
| Mistrzostwo                                                                    | III miejsce                                                           | 1    | 1927/28                                     |
| Puchar                                                                         | zdobywca                                                              | 0    |                                             |
| Puchar                                                                         | finalista                                                             | 0    |                                             |
| Puchar                                                                         | półfinalista                                                          | 5    | 1925/26, 1929/30, 1936/37, 1986/87, 2011/12 |
| Puchar Ligi                                                                    | zdobywca                                                              | 0    |                                             |
| Puchar Ligi                                                                    | finalista                                                             | 2    | 1990, 2009                                  |
| II liga                                                                        | I miejsce                                                             | 1    | 1997/98                                     |
| II liga                                                                        | II miejsce                                                            | 0    |                                             |
| II liga                                                                        | III miejsce                                                           | 0    |                                             |
| Irlandia Północna                                                              | Zdobyte trofea w rozgrywkach Irlandii Północnej (stan na: 31-05-2019) |      |                                             |

- County Antrim Shield:
  - zdobywca (1x): 1987/88
- Mid-Ulster Cup:
  - zdobywca (14x): 1936/37, 1956/57, 1963/64, 1966/67, 1968/69, 1974/75, 1977/78, 1978/79, 1984/85, 1986/87, 1989/90, 1999/00, 2006/07, 2011/12
- Irish League B Division:
  - mistrz (2x): 1959/60, 1980/81
- Irish Intermediate Cup:
  - zdobywca (4x): 1957/58, 1966/67, 1980/81, 2011/12
- Irish Alliance:
  - mistrz (3x): 1954/55, 1955/56, 1956/57
- Bob Radcliffe Cup:
  - zdobywca (2x): 1978/79, 1984/85

## Poszczególne sezony

### Rozgrywki krajowe
| \| Irlandia Północna \| Bilans występów klubu w rozgrywkach piłkarskich Irlandii Północnej (Stan na 31 maja 2019 r.) \| \| |                                                                                              |        |       |   |   |   |    |    |     |                                 |        |        |      |
| Poziom | Rozgrywki                                                                                    | Sezony | Mecze | Z | R | P | B+ | B– | Pkt | Lata                            | Awanse | Spadki | Naj. |
| I | NIFL Premiership                                                                             | 42     |       |   |   |   |    |    |     | 1923–1940, 1983–1995, 1998–2011 | 0      | 3      | 3    |
| II | NIFL Championship                                                                            | 1      |       |   |   |   |    |    |     | 1947–1983, 1995–1998, 2011/12   | 2      | 0      | 1    |
| | Puchar                                                                                       |        |       |   |   |   |    |    |     | od 2013                         |        |        | 1/2  |
| Irlandia Północna | Bilans występów klubu w rozgrywkach piłkarskich Irlandii Północnej (Stan na 31 maja 2019 r.) |        |       |   |   |   |    |    |     |                                 |        |        |      |

## Europejskie puchary
Legenda do wszystkich tabel:
- Q – runda eliminacyjna, 1/16, 1/8, 1/4, 1/2 – odpowiednia faza rozgrywek, Grupa – runda grupowa, 1r gr – pierwsza runda grupowa, 2r gr – druga runda grupowa, F – finał, R – runda, PO – play-off
- k. – rzuty karne, los. – losowanie, Dogr. – dogrywka, w. – zasada bramek strzelonych na wyjeździe

| Sezon | Rozgrywki        | Runda | Przeciwnik           | Dom | Wyjazd | Ogólnie |
| ----- | ---------------- | ----- | -------------------- | --- | ------ | ------- |
| 1999  | Puchar Intertoto | 1R    | Hrvatski Dragovoljac | 2–0 | 0–1    | 2–1     |
| 1999  | Puchar Intertoto | 2R    | Duisburg             | 1–0 | 0–2    | 1–2     |

## Struktura klubu

### Stadion
Klub piłkarski rozgrywał swoje mecze domowe na stadionie The Showgrounds w Newry City, który może pomieścić 7949 widzów (dla bezpieczeństwa 2275 widzów, w tym 1080 miejsc siedzących). Pierwotnie grał na stadionie Marshes do sezonu 1946/47, kiedy to na miejscu obiektu zbudowano fabrykę, a klub otrzymał rekompensatę w wysokości 5000 funtów. Klub wykorzystał te pieniądze na stworzenie nowego terenu – The Showgrounds – w sąsiedztwie Marshes, który został otwarty na początku sezonu 1948/49.

### Inne sekcje
Klub prowadził drużyny dla dzieci i młodzieży w każdym wieku.

## Kibice i rywalizacja z innymi klubami

### Rywalizacja
Największymi rywalami klubu są inne zespoły z okolic.

### Derby
- Portadown F.C.
- Warrenpoint Town F.C.